# Greatest Video Hits II
Greatest Video Hits 2 es el segundo recopilatorio de videos lanzado por la banda de Rock inglesa Queen en 2003.
El DVD se alzó con el primer lugar de los charts británicos en su primera semana, donde fue certificado 2x Platino, el disco también llegó al primer lugar en Irlanda, 2 en España y 4 en Italia. Fue certificado Platino en Francia y Australia y Oro en Alemania, España, Polonia y otros países. 

## Disco 1
- A Kind of Magic
- I Want It All
- Radio Ga Ga
- I Want to Break Free
- Breakthru
- Under Pressure
- Scandal
- Who Wants to Live Forever
- The Miracle
- It's a Hard Life
- The Invisible Man
- Las Palabras de Amor
- Friends Will Be Friends
- Body Language
- Hammer to Fall
- Princes of the Universe
- One Vision

## Disco 2

### Hot Space section
- Back Chat*
- Calling All Girls*
- Staying Power; live from Milton Keynes, 1982

### The Works section
- Montreux Golden Rose Pop Festival
- Entrevistas, incluye una con Freddie Mercury.

### A Kind of Magic section
- Montreux Golden Rose Pop Festival
- Entrevistas
- One Vision documentary
- "Extended Vision" video

### The Miracle section
- Entrevistas
- 'Making of The Miracle' documental
- 'Making of The Miracle Album Cover' documental
- Bonus video: Who Wants to Live Forever

- Datos: Q654119